# Abyssocladia carcharias
Abyssocladia carcharias is een sponssoort in de taxonomische indeling van de gewone sponzen (Demospongiae). Het lichaam van de spons bestaat uit kiezelnaalden en sponginevezels, en is in staat om veel water op te nemen.
De spons komt uit het geslacht Abyssocladia en behoort tot de familie Cladorhizidae. Abyssocladia carcharias werd in 2011 voor het eerst wetenschappelijk beschreven door Kelly & Vacelet.